# Castelnovo del Friuli
Castelnovo del Friuli (Cjastelgnûf in friulano standard, Cjastelnouf nella variante locale) è un comune italiano di 824 abitanti del Friuli-Venezia Giulia. Si tratta di un comune sparso, e la sede municipale si trova presso la località Paludea.

## Geografia fisica
Il territorio, prevalentemente collinare, si presenta ricco di vegetazione ove brulica una fauna piuttosto variegata: da non escludere la presenza di cervi, cinghiali, daini, lupi ed altri animali selvatici di rilievo.

## Origini del nome
Citato per la prima volta nel 1140 («Chonradus de Castelnovo»), il toponimo si riferisce alla presenza di un fortilizio edificato nel X secolo. Con R.D. 18 agosto 1867, n. 3893, è stata aggiunta la specifica "del Friuli" per distinguere il comune da altri omonimi.

## Storia
Nel 1976 il comune fu devastato dal terremoto del Friuli, che provocò enormi crolli e danni.

### Simboli
Lo stemma e il gonfalone sono stati concessi con decreto del presidente della Repubblica del 15 aprile 1969.
Il gonfalone è un drappo partito di bianco e di azzurro.

## Monumenti e luoghi d'interesse

### Architetture religiose
- Chiesa di San Nicolò Vescovo in località Vigna, denominata anche Chiesa di Borc (fine del XIX secolo), su progetto di Girolamo D'Aronco. Si ammiri il campanile, trasformazione della precedente torre medievale dell'antico castello[10].
- Chiesa di San Carlo Borromeo in località Paludea. Nel 1886 fu demolita una cappella, edificata tra la fine del XV e l'inizio del XVI, per costruire una nuova chiesa, che ben presto non fu più capace di contenere la popolazione, così nel 1933 fu elaborato dall'arch. Chiaradia di Caneva il progetto di una nuova chiesa, successivamente integrato dall'arch. Giacomo Della Mea. La posa della prima pietra avvenne nel 1934 e i lavori si protrassero fino al 1960. Presenta due altari lignei ed una statua di G.A. Pilacorte risalente al 1514.
- Chiesetta di San Daniele di Colle Monaco in località Celante[11].

### Architetture civili
- Villa Sulis, "una residenza signorile del XVII secolo"[12].
- Ponte "Puntic" in località Belus.

## Società

### Evoluzione demografica
Abitanti censiti

### Lingue e dialetti
A Castelnovo del Friuli, accanto alla lingua italiana, la popolazione utilizza la lingua friulana.  Ai sensi della Deliberazione n. 2680 del 3 agosto 2001 della Giunta della Regione Autonoma Friuli-Venezia Giulia, il Comune è inserito nell'ambito territoriale di tutela della lingua friulana ai fini della applicazione della legge 482/99, della legge regionale 15/96 e della legge regionale 29/2007.
La lingua friulana che si parla a Castelnovo del Friuli rientra fra le varianti appartenenti al friulano occidentale .

## Cultura

### Musei
- Mostra permanente “Scodelle. La ceramica di Castelnovo del Friuli” sita presso la Villa Sulis[16]

## Geografia antropica

### Frazioni
Lo statuto comunale non cita alcuna frazione o località, ma ne è riportato un elenco nel sito istituzionale.
Di fatto, non esiste un paese dal nome "Castelnovo", ma il comune è un insieme di molte borgate sparse sulle alture della Val Cosa, di cui la più grande è Paludea, sede comunale.

Esse sono:
Almadis, Belus, Braida, Castello, Celante, Ceschies, Costa, Cruz, Davour la Mont, Faviz, Forca, Franz, Ghet, Graves, Gris, Madonna dello Zucco, Marons, Martiners, Menis, Michei, Michelins, Mierlis, Mocenigo, Molevana, Molino, Mont, Mostacins, Nanis, Oltrerugo, Paludea (sede comunale), Praforte, Rez, Rizzos, Romagnoi, Sottocolli, Sottoforca, Spessa, Tisins, Vidunza, Vigna.

## Infrastrutture e trasporti

### Ferrovie
Al servizio del comune era presente fino al 2003, data della sua soppressione, la fermata ferroviaria di Castelnovo del Friuli, lungo la ferrovia Pinzano Gemona ubicata però nel comune di Pinzano.